# Lindra thalassiae
Lindra thalassiae är en svampart som beskrevs av Orpurt, Meyers, Boral & Simms 1964. Lindra thalassiae ingår i släktet Lindra och familjen Lulworthiaceae.   Inga underarter finns listade i Catalogue of Life.